# Allondans
Allondans ist eine französische Gemeinde mit 237 Einwohnern (Stand: 1. Januar 2022) im Département Doubs in der Region Bourgogne-Franche-Comté.

## Geographie
Allondans liegt auf 330 m, etwa vier Kilometer westlich der Stadt Montbéliard (Luftlinie). Das Dorf erstreckt sich westlich des Beckens von Montbéliard und nördlich des Doubstals, in der Talniederung des Rupt, nordöstlich des Bois de Sainans.
Die Fläche des 5,14 km² großen Gemeindegebiets umfasst einen Abschnitt der gewellten Landschaft nördlich des Doubstals. Der zentrale Teil des Gebietes wird von der Talniederung des Rupt eingenommen, der beim Dorf den Zufluss eines rechten Seitenbachs erhält und für die Entwässerung nach Süden zum Allan und damit zum Doubs sorgt. Flankiert wird das Tal von überwiegend bewaldeten Höhen: Im Westen vom Bois de Sainans (bis 410 m), im Osten vom Bois Georges (405 m). Nach Norden erstreckt sich das Gemeindeareal auf die Hochfläche von Grand Bois und Bois de Montevillars, auf der mit 435 m die höchste Erhebung von Allondans erreicht wird.
Nachbargemeinden von Allondans sind Montbéliard im Norden und Osten, Sainte-Suzanne und Dung im Süden sowie Issans im Westen.

## Geschichte
Seit dem Mittelalter gehörte Allondans zum Herrschaftsgebiet der Grafen von Montbéliard. Mit der Annexion der Grafschaft Württemberg-Mömpelgard (Montbéliard) gelangte das Dorf 1793 endgültig in französische Hand. Heute ist Allondans Teil des Gemeindeverbandes Pays de Montbéliard Agglomération.

## Sehenswürdigkeiten

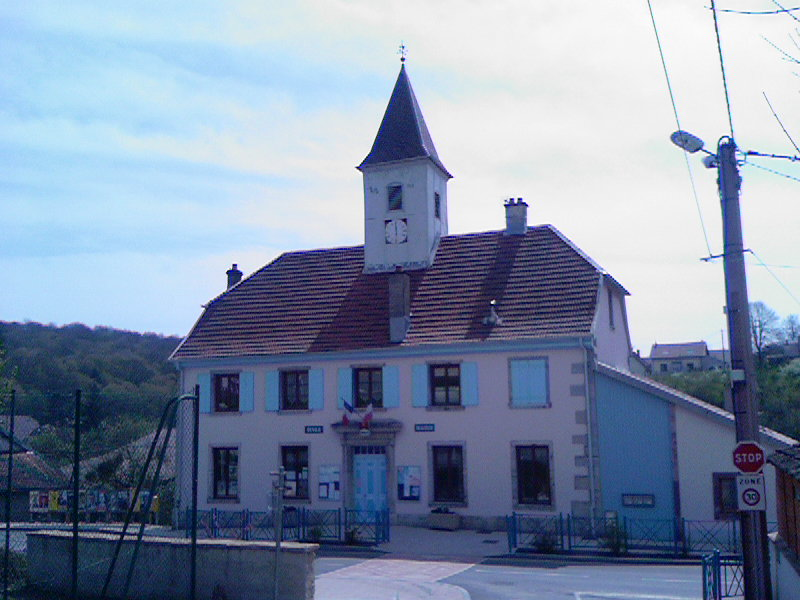
Rathaus und Schule

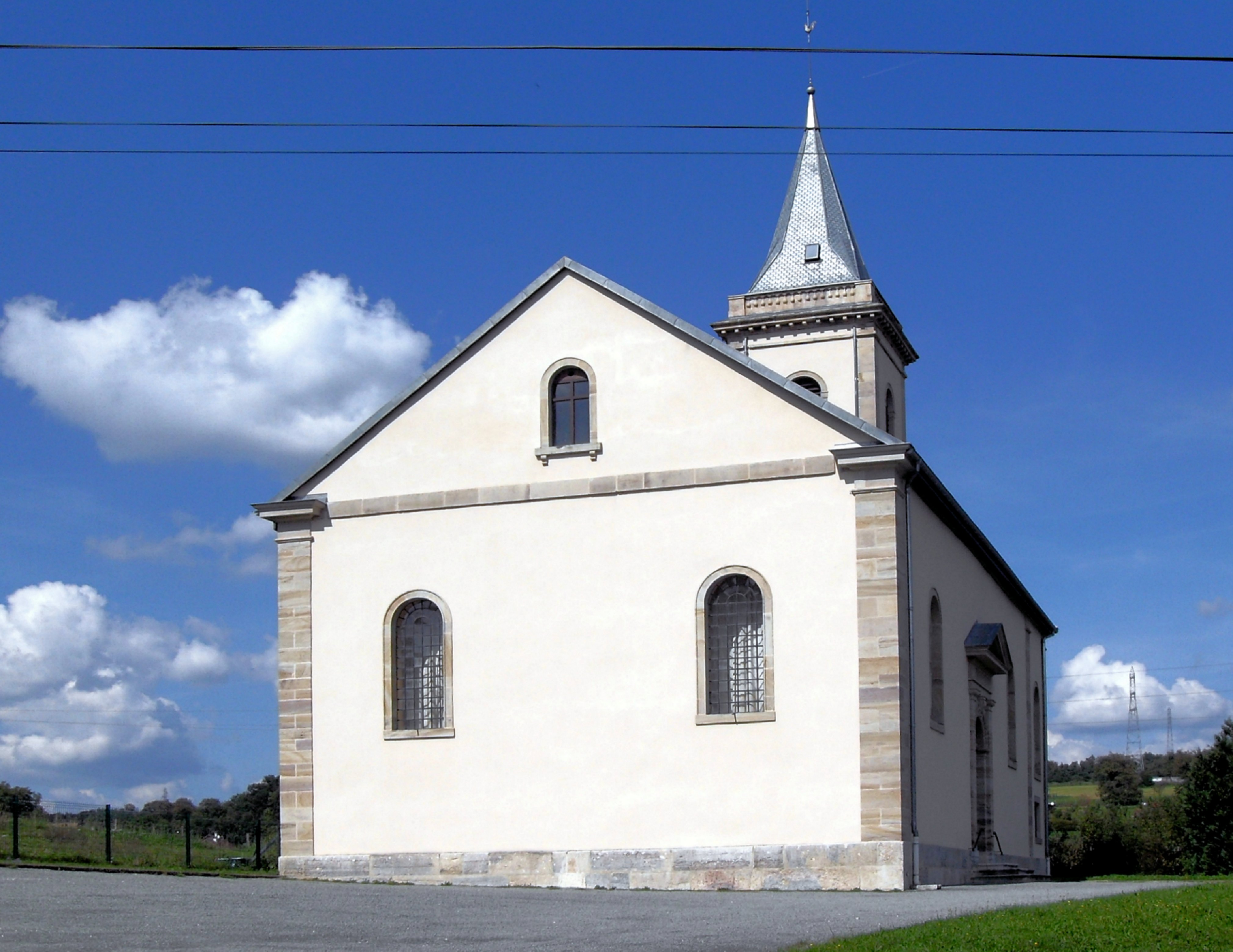
Lutherische Kirche

Der heutige Bau der lutherischen Kirche von Allondans (Église luthérienne) wurde 1848 errichtet. Von 1822 stammt die Mairie (Gemeindehaus).

## Bevölkerung
| Jahr                       | 1962 | 1968 | 1975 | 1982 | 1990 | 1999 | 2006 | 2016 |
| Einwohner                  | 184  | 192  | 187  | 176  | 179  | 191  | 205  | 251  |
| Quellen: Cassini und INSEE |      |      |      |      |      |      |      |      |

Mit 237 Einwohnern (1. Januar 2022) gehört Allondans zu den kleinen Gemeinden des Départements Doubs. Nachdem die Einwohnerzahl in der ersten Hälfte des 20. Jahrhunderts stets im Bereich zwischen 130 und 160 Personen gelegen hatte, wurde seit Beginn der 1960er Jahre ein Bevölkerungswachstum verzeichnet.

## Wirtschaft und Infrastruktur
Allondans war bis weit ins 20. Jahrhundert hinein ein vorwiegend durch die Landwirtschaft (Ackerbau, Obstbau und Viehzucht) geprägtes Dorf. Daneben gibt es heute einige Betriebe des lokalen Kleingewerbes. Mittlerweile hat sich das Dorf auch zu einer Wohngemeinde gewandelt. Viele Erwerbstätige sind deshalb Wegpendler, die in der Agglomeration Montbéliard ihrer Arbeit nachgehen.
Die Ortschaft liegt abseits der größeren Durchgangsstraßen an einer Departementsstraße, die von Montbéliard nach Aibre führt. Der nächste Anschluss an die Autobahn A36 befindet sich in einer Entfernung von ungefähr sieben Kilometern. Eine weitere Straßenverbindung besteht mit Dung.

## Persönlichkeiten
- Charles Knapp (1855–1921), Schweizer Lehrer, Geograf, Ethnologe und Museumsdirektor